# Забагато й завжди замало
«Забагато й завжди замало: як моя сім’я створила найнебезпечнішу людину у світі» — викривальна книжка, яку написала американська психологиня Мері Л. Трамп про її дядька, президента Дональда Трампа, та його сім’ю. Вона вийшла у видавництві Simon & Schuster 14 липня 2020 року.  Книжка містить інсайдерський погляд на динаміку сім’ї Трампа та розкриває подробиці фінансових операцій, зокрема роботу авторки як анонімного джерела, яке викрило ймовірне податкове шахрайство свого дядька. Сім'я Трампа подала позов, намагаючись зупинити  публікацію книжки, але не змогла відкласти її вихід.

## Передісторія
Авторка книжки, Мері Л. Трамп, клінічна психологиня, є донькою Фреда Трампа-молодшого та онукою Фреда Трампа-старшого. Вона викладала аспірантам лекційні курси з травми, психопатології та психології розвитку. Мері написала дисертацію про жертв переслідування, провела дослідження шизофренії та написала частини видатного медичного посібника «Діагноз: шизофренія». Її батько помер 1981 року у віці 42 роки від серцевого нападу, спричиненого алкоголізмом.
Після смерті Фреда-старшого 1999 року Мері та її брат, Фред III, оскаржили заповіт свого діда в суді, стверджуючи, що Фред-старший мав деменцію, а заповіт «здобули шляхом шахрайства та неналежного впливу» інших дітей Фреда-старшого, Дональда, Меріенн та Роберта. Через тиждень Дональд, Меріенн та Роберт припинили медичне страхування для 18-місячного сина Фреда III, Вільяма, який має епілептичні спазми, спричинені церебральним паралічем. В інтерв'ю New York Daily News Мері сказала, що її «тітці та дядькам має бути соромно за себе. Я впевнена, що їм не соромно». Позов було вирішено, медичне страхування Вільяма відновлено. Дональд 2016 року так пояснив свої дії: «Я був злий, тому що вони подали в суд».
Після президентської кампанії свого дядька Мері Трамп зв’язалася з The New York Times і як анонімне джерело надала коробки податкових документів від родини Трампа. Документи використали для статті 2018 року Девіда Барстоу, Сюзанни Крейґ і Расса Беттнера, в якій детально описано фінансове шахрайство Трампа, за неї автори отримали Пулітцерівську премію за роз'яснювальний репортаж.
Барстоу переслідував Мері Трамп із пропозицією написати для неї книжку. Він познайомив її з Ендрю Вайлі, своїм агентом, який запропонував їй багатомільйонний аванс за її участь. Крейг і Бюттнер були розлючені, коли дізналися про це, і редактори Times заборонили Барстоу писати книжку, оскільки вважали, що його участь порушить етичні принципи Times. Мері Трамп закінчила роботу з Джеєм Менделом з WME і продала права на публікацію своєї книжки Simon & Schuster на аукціоні.

## Короткий зміст

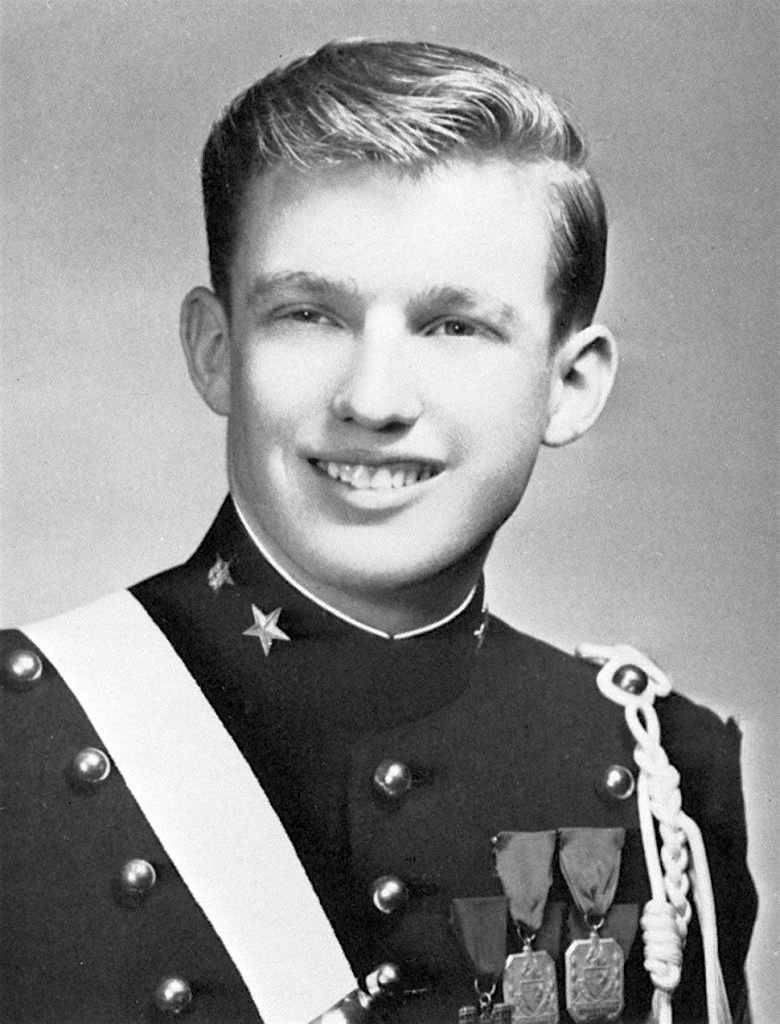
Чорно-біла фотографія Дональда Трампа у Військовій академії Нью-Йорка 1964 року. Це зображення використано для обкладинки книги.

Книжка має форму хронологічної біографії; у той час, як Дональд Трамп є заявленим центром уваги, Мері Трамп приділяє значну увагу іншим членам родини Трампа, щоб пролити світло на їх взаємну динаміку та фінансові справи. Спираючись на свої навички клінічної психологині, авторка намагається представити внутрішнє сімейне життя як основу для аналізу Дональда, але уникає прямого діагнозу.
У першій частині, «Жорстокість — це суть», авторка описує характер патріарха сім’ї, Фреда Трампа-старшого, і намагається пояснити, як його ставлення до дітей залишило на них тривалий вплив. На основі спогадів членів сім'ї, Мері ставить Фреду Трампу-старшому діагноз «високофункціональний соціопат», який прагнув використовувати та зловживати усіма, хто був навколо нього, заради власної вигоди. Дональд, спостерігаючи за тим, як його брат Фред-молодший постійно зазнає критики від батька, перейняв ставлення та поведінку Фреда Трампа-старшого, щоб уникати проявів смутку, слабкості чи доброти. Мері стверджує, що жорстокий вплив Фреда забезпечив обмежений доступ Дональда до його емоційного спектра. Їхню мати, Мері, описано як «фізично та психологічно обмежену» підлеглу дружину в роки формування дітей через остеопороз і через часті усні образи з боку Фреда на її адресу та на адресу їхніх дітей. Згодом вона зізналася Мері, що відчула полегшення, коли Дональда відправили в військову школу в 13 років, оскільки до того часу він почав ставати агресивним і не слухав її.
У другій частині:  «Неправильний бік дороги» авторка розповідає про ранню кар’єру Дональда. Вона зазначає, що, оскільки Фред-старший так і не досяг слави, якої, на його думку, заслуговує завдяки своїй діловій хватці, він із задоволенням дозволив Дональду грати роль публічного представника Trump Organization, а сам займався фактичною роботою, сильно спираючись на політичні та інші ділові зв’язки.Тим часом Фред-молодший побачив, що після того, як Фред-старший несправедливо звинуватив його в краху великих житлових проєктів, батько почав відсторонюватися від свого старшого сина на користь Дональда, і тому Фред-молодший вирішив залишити сімейний бізнес, щоб продовжити кар’єру комерційного пілота.  Постійний утиск з боку всієї родини Трампів щодо професії, яку обрав Фред-молодший, сприяв його боротьбі з  алкоголізмом та іншими проблемами у 1970-х роках, що призвело до провалу як його авіаційної кар'єри, так і шлюбу. Зрештою Фред Трамп-молодший помер 1981 року у віці 42 років від серцевого нападу в лікарні далеко від сім’ї, поки його батьки чекали вдома, що лікарня повідомить їм про його смерть, а його брат Дональд дивився фільм у місцевому кінотеатрі.
У частині третій «Дим і дзеркала» авторка розповідає про той час, коли вплив Фреда старшого ослаб, а Дональд Трамп почав мати труднощі в управлінні своїм бізнесом без знань і зв'язків, які надавав йому батько. Мері описує Дональда як невмілого бізнесмена, який міг зберігати видимість успіху лише завдяки небажанню його партнерів руйнувати фасад, оскільки вони вважали його відомість перевагою. Одного разу Дональду довелося домовитися зі своїми кредиторами про щомісячну позику в розмірі 450 000 доларів. Мері також зосереджується на тому, як сім'я накинулася на неї після смерті Фреда-старшого 1999 року, зокрема припинила медичне страхування її та її брата, що призвело до важких умов для сина її брата, Вільяма. Мері вирішила врегулювати справу, дозволивши решті сім’ї викупити її частку в сімейній корпорації (в обмін на відновлення медичного страхування Вільяма) за, як вона тепер розуміє, значно заниженою оцінкою. Згодом вона дізналася справжню вартість багатства своєї родини, виступивши анонімним джерелом у розслідуванні New York Times, яке було нагороджено Пулітцерівською премією.
У частині четвертій «Найгірша інвестиція, яку коли-небудь робили» авторка пропонує своє бачення періоду, коли Дональд Трамп провів успішну кампанію, щоб стати президентом Сполучених Штатів. Мері знову спирається на свою освіту психолога, щоб стверджувати, що її дідусь Фред-старший ініціював прямий зв'язок із більш впливовими акторами, що дозволило найгіршим інстинктам Дональда служити їхнім власним потребам. Вона стверджує, що через те, що батько змусив її дядька припинити повноцінний розвиток його психологічних здібностей у молодому віці, він залишився надзвичайно сприйнятливим до маніпуляцій з боку більш вправних місцевих і закордонних акторів.

## Звинувачення
За повідомленнями, книжка охоплює ситуацію, як Мері надала The New York Times конфіденційні податкові документи від сім’ї Трампа, в результаті чого Times стверджує, що Дональд брав участь у шахрайстві, а також повідомляє, що Дональд переказав приблизно 413 млн доларів США від бізнесу свого батька з нерухомістю, щоб допомогти власним підприємствам, які мали проблеми в 1990-х. У книжці Дональда також звинувачено у тому, що він заплатив своєму другові Джо Шапіро, щоб той склав для нього SAT. У книжці Мері розповідає, що Дональд і Фред-старший знехтували її батьком і сприяли його смерті від алкоголізму, і що Дональд пізніше зневажав і нехтував Фредом-старшим, коли в останнього почалася хвороба Альцгеймера.

### Випуск магнітофонних записів
22 серпня 2020 року Мері опублікувала записи розмов зі своєю тіткою Меріенн Трамп Беррі, сестрою Дональда та колишньою федеральною суддею Сполучених Штатів, яку призначили на посаду судді президенти Рональд Рейган і Білл Клінтон. Заяви Беррі в записах підтверджують багато тверджень, які Мері зробила у книжці. Причиною, через яку Мері записувала розмови, було зібрати докази того, що врегулювання її спадку від діда базувалося на сильно заниженій загальній вартості. На записах Беррі висловлює жах щодо імміграційної політики Дональда, яка розлучає дітей з їхніми батьками, зневажає його релігійних прихильників за брак співчуття та нарікає на його жорстокість і фальшивість. Записи показують, що Беррі була джерелом заяви Мері про те, що Дональд заплатив своєму другові, щоб той склав за нього вступний іспит до коледжу.

## Просування книжки
Книжка привернула увагу як на національному, так і на міжнародному рівні, Трамп мала численні виступи в ЗМІ, зокрема на: The Rachel Maddow Show, The Beat with Ari Melber, This Week with George Stephanopoulos, The View Frontline, Cuomo Prime Time, Democracy Now!, Пізнє шоу зі Стівеном Кольбером, Canada's CTV News, 60 Minutes Australia, Channel 4 News у Великобританії і Sky News, The Late Late Show на RTÉ One в Ірландії і скандинавському ток-шоу Skavlan.

## Вихід книжки
Simon & Schuster спочатку призначив дату виходу 11 серпня 2020 року та надав ексклюзивний звіт про це новинному сайту The Daily Beast, який опублікував статтю про книжку 15 червня. Через два дні книга досягла №5 у списку бестселерів Amazon. Реакція на статтю змусила їх перенести дату публікації на 28 липня. 6 липня Simon & Schuster оголосили, що вони перенесли дату публікації на 14 липня в результаті «високого попиту та надзвичайного інтересу», що дозволило їй випередити книжку «Кімната, де це сталося» і стати бестселером №1 на Amazon. 17 липня 2020 року компанія Simon & Schuster оголосила, що книгу продали тиражем понад 950 000 примірників за попередніми замовленнями до дати її публікації, що є новим рекордом для видавця. За перший тиждень книжку «Забагато й завжди замало»  продали тиражем 1,35 мільйона копій.

### Правові дії щодо припинення публікації
Дональд Трамп, як повідомляє The Daily Beast, обговорював можливість судового позову проти Мері. Він сказав Axios, що Мері раніше підписала «дуже потужну» угоду про нерозголошення, яка «охоплює все», і тому, за його словами, їй «не дозволено писати книгу».
Роберт Трамп подав позов 23 червня, намагаючись отримати попередню судову заборону та тимчасову заборону на публікацію, посилаючись на  угоду про нерозголошення Мері. На слуханні 25 червня суддя Пітер Дж. Келлі з сурогатного суду округу Квінс у Нью-Йорку відхилив справу через відсутність юрисдикції. Роберт передав свою справу до суду загальної інстанції, Верховного суду Нью-Йорка в окрузі Датчесс, де 30 червня суддя Гел Б. Грінвальд наказав тимчасово призупинити вихід книжки, призначивши слухання на 10 липня, щоб вирішити, чи слід назавжди заблокувати публікацію книги. Суд апеляційної інстанції Нью-Йорка Алан Д. Шейнкман 1 липня скасував рішення суду нижчої інстанції, встановивши, що Simon & Schuster не є стороною угоди про нерозголошення, не підпадає під попередні обмеження та судову заборону перед публікацією з огляду на Першу поправку, постановивши, що Simon & Schuster може продовжити публікацію книжки до слухання 10 липня, Мері було заборонено займатися продажем книжки, а питання про те, чи порушила вона угоду про нерозголошення, залишилося відкритим. 2 липня 2020 року Мері подала письмову заяву під присягою, в якій йшлося, що вона не була зв’язана пунктом угоди про нерозголошення в мировій угоді з багатьох причин, зокрема через те, що «оцінка активів...у...мировій угоді...була шахрайською».
13 липня Ґрінвальд видав постанову, підтверджуючи право Simon & Schuster продовжувати видавати книгу, і встановивши, що Мері, згідно з її контрактом із Simon & Schuster, не може зупинити публікацію, що було б «спірним» наказати їй припинити публікацію книги, яка «вже була опублікована та розповсюджена у великих кількостях». Правосуддя також припустило, що справа була слабкою ще й через те, що її порушив Роберт, а книжка зосереджена в основному на його браті Дональді, президенті. Роберт все ще міг спробувати вимагати грошової компенсації від Мері, але на дату винесення рішення було невідомо, чи збирався він це зробити. Роберт помер через місяць, 15 серпня.

## Прийняття
Книжка отримала загалом позитивні відгуки. Критики похвалили Мері Трамп за те, що вона використала як досвід клінічної психології, так і знання сімейної історії, щоб створити видатну працю у жанрі «викривальної книжки» про  Трампа. Дженніфер Салаї з The New York Times хвалить мужність і рішучість авторки, описуючи книжку як «написану від болю і призначену для того, щоб завдати болю» останню частину характеристики Мері пізніше відкидає.
|  | Це книга, написана з болю і створена, щоб завдавати болю. … Забудьте про психологічну лексику дитячої прив’язаності та розладів особистості; коли Мері говорить про свою потребу «завдати удару Дональду», вона починає говорити єдиною мовою, яку її сім’я насправді розуміє. Оригінальний текст (англ.) This is a book that's been written from pain and is designed to hurt. ... Forget the psychologist's vocabulary of childhood attachment and personality disorders; it's when Mary talks about her need "to take Donald down" that she starts speaking the only language her family truly understands. |

Los Angeles Times порівнює книжку з іншими роботами про президентство Трампа, кажучи, що емпатична манера, з якою авторка підійшла до теми, створює унікальний погляд. Меган Ґарбер, яка писала для The Atlantic, погодилася зі спостереженням Мері про те, що Дональд Трамп дозволив винести такі ж токсичні сімейні взаємини на національну сцену. Девід Ааронович із The Times зазначає, що ця книга значною мірою є біографією Фреда Трампа-старшого, і вважає, що, остаточно сформувавши Дональда, присутність старого патріарха певним чином загрожує сучасній політичній історії. Кріс Тейлор з Mashable налаштований більш критично, припускаючи, що авторка робить широкі твердження, іноді суперечачи сама собі.